# Symphonie no 7 de Sessions
Pour les articles homonymes, voir Symphonie no 7.
La Symphonie no 7 de Roger Sessions a été composée en 1967. Elle a été écrite pour le 150e anniversaire de l'Université du Michigan. Elle a été créée le 1er octobre 1967 au Hill Auditorium par l'Orchestre symphonique de Chicago dirigé par Jean Martinon.

## Structure
La symphonie comporte trois mouvements.
1. Allegro con fuoco
2. Lento e dolce
3. Allegro misurato

Durée : environ 20 minutes

## Orchestration
| Instrumentation de la Symphonie n° 7                                          |
| Bois                                                                          |
| 3 flûtes, 3 hautbois, 4 clarinettes, 3 bassons                                |
| Cuivres                                                                       |
| 4 cors, 3 trompettes, 3 trombones, 1 tuba                                     |
| Percussions                                                                   |
| timbales, percussions, piano                                                  |
| Cordes                                                                        |
| premiers violons, seconds violons, altos, violoncelles, contrebasses, 1 harpe |

## Enregistrements
- Peter Leonard/Louisville Orchestra (Louisville First Edition Records LS 776, 1981. With Sessions' Divertimento for Orchestra.)
- Dennis Russell Davies/American Composers Orchestra (Argo 444 519-2, 1995. Symphonies 6, 7, 9.)